# Haplochromis loati
Haplochromis loati är en fiskart som beskrevs av Greenwood, 1971. Haplochromis loati ingår i släktet Haplochromis och familjen Cichlidae. IUCN kategoriserar arten globalt som otillräckligt studerad. Inga underarter finns listade i Catalogue of Life.